# Spy Game
Spy Game is een Amerikaanse actiefilm uit 2001, geregisseerd door Tony Scott. De hoofdrollen zijn gespeeld door Robert Redford en Brad Pitt.

## Verhaal
De CIA agent Nathan Muir (Robert Redford) wordt op de dag voor zijn pensioen geconfronteerd met de gevangenneming van zijn vroegere leerling Tom Bishop (Brad Pitt). Tom Bishop is na een mislukte actie in China gearresteerd en zal worden geëxecuteerd. Door zijn herinneringen te doorzoeken hoopt Muir erachter te komen wat er in China is gebeurd en probeert hij Bishop vrij te krijgen, wat echter niet zonder problemen verloopt.

## Rolverdeling
| Acteur                 | Personage         |
| ---------------------- | ----------------- |
| Robert Redford         | Nathan D. Muir    |
| Brad Pitt              | Tom Bishop        |
| Catherine McCormack    | Elizabeth Hadley  |
| Stephen Dillane        | Charles Harker    |
| Larry Bryggman         | Troy Folger       |
| Marianne Jean-Baptiste | Gladys Jennip     |
| Matthew Marsh          | Dr. William Byars |
| Todd Boyce             | Robert Aiken      |
| Michael Paul Chan      | Vincent Vy Ngo    |

## Prijzen en nominaties
- 2002 - Golden Reel Award
  - Genomineerd: Best Sound Editing (Dialogue & ADR)
  - Genomineerd: Best Sound Editing (Effects & Foley)

- 2002 - Golden Satellite Award
  - Genomineerd: Best Original Score